# Hrabia Cadogan

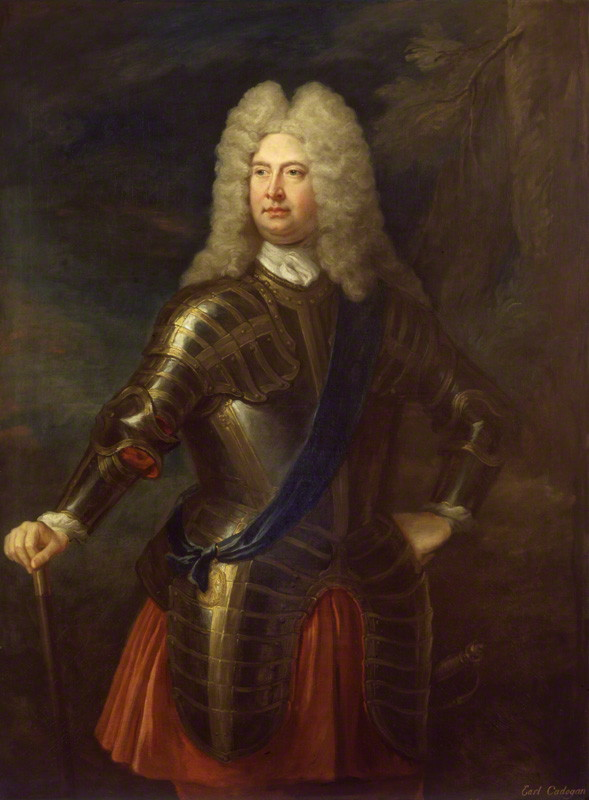
wiliam Cadogan 1.hrabia Cadogan i 1.baron Cadogan of Oakley

## Informacje ogólne
- Dodatkowymi tytułami hrabiego Cadogan są:
  - wicehrabia Chelsea
  - baron Cadogan of Oakley
  - baron Cadogan of Reading
- Najstarszy syn hrabiego Cadogan nosi tytuł wicehrabiego Chelsea

Hrabiowie Cadogan 1. kreacji (parostwo Wielkiej Brytanii)
- 1718–1726: William Cadogan, 1. hrabia Cadogan

Baronowie Cadogan of Oakley (parostwo Wielkiej Brytanii)
- 1718–1726: William Cadogan, 1. hrabia Cadogan i 1. baron Cadogan of Oakley
- 1726–1776: Charles Cadogan, 2. baron Cadogan of Oakley
- 1776–1807: Charles Sloane Cadogan, 3. baron Cadogan of Oakley

Hrabiowie Cadogan 2. kreacji (parostwo Wielkiej Brytanii)
- 1800–1807: Charles Sloane Cadogan, 1. hrabia Cadogan
- 1807–1832: Charles Henry Sloane Cadogan, 2. hrabia Cadogan
- 1832–1864: George Cadogan, 3. hrabia Cadogan
- 1864–1873: Henry Charles Cadogan, 4. hrabia Cadogan
- 1873–1915: George Henry Cadogan, 5. hrabia Cadogan
- 1915–1933: Gerald Oakley Cadogan, 6. hrabia Cadogan
- 1933–1997: William Gerald Charles Cadogan, 7. hrabia Cadogan
- 1997 -: Charles Gerald John Cadogan, 8. hrabia Cadogan

Następca 8. hrabiego Cadogan: Edward Charles Cadogan, wicehrabia Chelsea
Następca wicehrabiego Chelsea: George Edward Charles Diether Cadogan